# Ковалёв, Валентин Фёдорович
Валентин Фёдорович Ковалёв (1914, Баку — 1972, Москва) — лётчик-испытатель, Герой Советского Союза (1960).

## Биография
Валентин Ковалёв родился 16 (по новому стилю — 29) июля 1914 года в Баку. В 1931 году он окончил планерную школу в Минеральных Водах, в 1933 году — школу фабрично-заводского ученичества и аэроклуб, в 1934 году — Высшую лётно-планерную школу. Работал планеристом-инструктором в Бакинском аэроклубе. В 1937 году Ковалёв окончил Батайскую школу пилотов Гражданского воздушного флота, после чего был пилотом, командиром звена в учебной эскадрильей Енисейского авиационного отряда.
В сентябре 1942 года Ковалёв был призван на службу в Рабоче-крестьянскую Красную Армию. Участвовал в боях Великой Отечественной войны, совершил 194 боевых вылета. В 1946 году в звании капитана Ковалёв был уволен в запас. Проживал в городе Ессентуки, работал на местной электростанции.
С 1947 года — на лётно-испытательской работе в НИИ Министерства радиопромышленности СССР. В 1949 году Ковалёв окончил курсы лётчиков-испытателей. В 1950 году перешёл на работу в Лётно-исследовательский институт в городе Жуковском Московской области, а в 1955 году — в ОКБ Туполева. Участвовал в испытаниях самолётов «Ту-16Р», «Ту-98», «Ту-22Б», «Ту-104», «Ту-16». В 1957—1960 годах Ковалёв установил 22 мировых авиационных рекорда скорости, дальности перелёта и грузоподъёмности на различных разновидностях «Ту-104».
Указом Президиума Верховного Совета СССР от 5 октября 1960 года за «мужество и героизм, проявленные при испытании новой авиационной техники», Валентин Ковалёв был удостоен высокого звания Героя Советского Союза с вручением ордена Ленина и медали «Золотая Звезда» за номером 11120.
В 1962 году Ковалёв ушёл с лётно-испытательской работы, работал инженером в ОКБ Туполева. Последние годы жизни прожил в Москве. Скончался 30 ноября 1972 года, похоронен на Ваганьковском кладбище Москвы.
Заслуженный лётчик-испытатель СССР. Был награждён двумя орденами Ленина, орденами Красного Знамени и Красной Звезды, двумя орденами «Знак Почёта», рядом медалей.